# Forelia borealis
Forelia borealis är en kvalsterart som först beskrevs av Herbert Habeeb 1956.  Forelia borealis ingår i släktet Forelia och familjen Pionidae. Inga underarter finns listade i Catalogue of Life.